# 하대성
하대성 (河大成, 1985년 3월 2일 ~ )은 대한민국의 지도자이다. 동생 하성민 역시 축구 선수 출신였다.

## 클럽 경력
2004년 울산 현대에 입단하여 프로 생활을 시작하였고, 2006년 대구 FC로 이적하였다. 대구 FC 이적 이후, 꾸준히 출장 시간을 늘려가며 활약해 온 가운데, 2008년에는 팀의 주축 공격형 미드필더로 활약하였으며 10월 5일 K리그 21라운드 수원 삼성 블루윙즈와의 홈 경기에선 그림같은 시저스 킥으로 득점에 성공하였고, 이 골로 2008년 윈저 골의 수상자가 되기도 하였다.
2009년 진경선과 함께 전북 현대 모터스로 이적하였다. 이 과정에서 대구 FC와 전북 현대 모터스 간의 이적료 분쟁이 발생하였으나 원만하게 해결되었다. 전북 이적으로 동생 하성민과 같이 뛰게 되었다.
2010년, 팀 동료 이현승과 함께 FC 서울로 이적하였다. FC 서울로 이적한 후 좋은 활약을 보이며 이적 첫 시즌에 본인의 한 시즌 최다 공격 포인트를 기록하였다. 2011 시즌에는 부상으로 꾸준히 경기에 출장하지는 못하였으나, 정규리그 마지막 경기에서 해트트릭을 기록하는 등 녹슬지 않은 기량을 선보여 2011 시즌 K리그 베스트 11에 선정되었다.
2012년 1월 3일, FC 서울의 2012 시즌 새로운 주장으로 선임되었다. 2012 시즌에는 39경기에 출장하여 5골 7도움을 기록하며 FC 서울의 우승에 기여하였다. 2013년까지 3년 연속으로 K리그 베스트 11에 선정되기도 하였다.
2014년 2월 25일, 2014 AFC 챔피언스리그 조별리그 F조 1차전 일본의 산프레체 히로시마전에서 베이징 궈안에서의 첫 데뷔골을 기록하였다.
2016년 J리그 FC 도쿄로 이적하였다. 부상으로 몇 경기밖에 못 뛰었으며 나고야 그램퍼스로 임대 이적하였다.
2017년 1월 19일 다카하기와 트레이드로 FC 서울 복귀가 공식 발표되었다.
2019 시즌 이후 현역 은퇴를 선언했다.

## 국가대표팀 경력
하대성은 허정무 감독 시절, 처음으로 대표팀에 승선, 2008년 11월 14일(현지시각) 카타르 도하에서 열린 카타르와의 친선경기에서 A매치 데뷔전을 가졌다.
이후 대표팀 감독을 맡은 조광래 감독, 최강희 감독 시절에도 대표팀에 부름을 받았으나 큰 임팩트를 보여주진 못했다.
하지만 홍명보 감독 부임 후 첫 대회인 2013년 EAFF 동아시안컵에 참가, 주장으로 발탁되어 호주전과 일본전에서 맹활약하며 홍명보 감독과 팬들로부터 신임을 받기 시작했고 이후 2014년 FIFA 월드컵 최종 엔트리에도 발탁되어 자신의 가치를 분명히 드러냈다.

## 지도자 경력
2021년, 원삼중학교 코치로 선임되었다.
2021년 11월 18일 강원 FC 코치로 선임되었다.
2022년 12월 2일에 제주 유나이티드의 공격 코치로 선임되었다.

## 수상 내역

### 선수
울산 현대
- K리그: 우승 (2005)

 전북 현대 모터스
- K리그: 우승 (2009)

 FC 서울
- K리그: 우승 (2010, 2012)
- 리그컵: 우승 (2010)
- AFC 챔피언스리그: 준우승 (2013)

 베이징 궈안
- 중국 슈퍼리그: 준우승 (2014)

### 개인
- K리그 베스트 11: 2011, 2012, 2013

## 예능
- 《우리동네 예체능》 (KBS2, 2013)

## 참고 자료
- 풋볼리스트 -‘K리그 완소남’ 하대성의 스타일 특강
- SPO톡 - 하대성의 '서울-베이징-도쿄' 세 도시 축구 이야기(영상)